# Georg Bühler

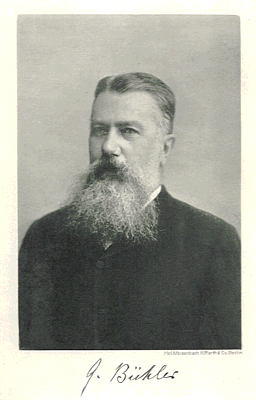
Georg Bühler

Johann Georg Bühler (* 19. Juli 1837 in Borstel bei Nienburg; † 8. April 1898 in Lindau) war ein deutscher Indologe, der sich mit alten indischen Sprachen und altem indischen Recht beschäftigte.

## Leben und Werk
Bühlers Vater Johann Georg (1802–91) war Pfarrer in seinem Geburtsort Borstel. Er besuchte 1852–1855 das Hannoveraner Lyzeum, wo seine Lehrer Heinrich Ludolf Ahrens und Raphael Kühner waren.
Bühler studierte u. a. alte Sprachen, Sanskrit, Persisch, Arabisch und Archäologie an der Georg-August-Universität Göttingen, u. a. bei Theodor Benfey. Er promovierte im Jahr 1858 mit einer Studie zur griechischen Linguistik.
Im darauffolgenden Jahr ging er nach England. Dort kam er in den Austausch mit Theodor Goldstücker und Friedrich Max Müller. Während eines zweijährigen Aufenthalts in London war er als Privatlehrer und Bibliothekar tätig. Ab Mai 1861 war er Assistent des Bibliothekars von Königin Victoria in Windsor Castle.
1863 wurde er zum Professor für orientalische Sprachen am Elphinstone College in Bombay ernannt. Er studierte intensiv Sanskrit mit einem indischen Gelehrten und beherrschte es bald fließend. 1880 kehrte er nach Europa zurück und lehrte als Professor der Indischen Philologie und Archäologie an der Universität Wien, wo er bis an sein Lebensende wirkte.
Während seiner Zeit in Indien war er gemeinsam mit Franz Kielhorn als Herausgeber der Bombay Sanskrit Series tätig und bearbeitete einige Teile des Panchatantra. Er spezialisierte sich auf die Suche nach wertvollen Sanskrit-Manuskripten und erlangte durch seine außergewöhnlichen Kenntnisse der Sprache Zugang zu indischen Gelehrten und deren Bibliotheken, die bislang Ausländern verschlossen geblieben waren. Später erforschten andere deutsche Indologen wie Albrecht Weber und Hermann Jakobi die von ihm übersandten Manuskripte.
Bühler widmete viel Zeit der Entzifferung von Inschriften und forschte über indisches Recht, wozu er einige maßgebliche Werke verfasste wie die Übersetzung der Gesetzessammlung des Manu (The laws of Manu) in der Oxforder Reihe Sacred Books of the East. Zu einem Standardwerk wurde auch sein Leitfaden für den Elementarkurs des Sanskrit, der erstmals 1883 erschien und bis gegen Ende des 20. Jhs. in zahlreichen Neuauflagen veröffentlicht wurde. In seinen letzten Jahren war er vor allem als Herausgeber der Encyclopedia of Indo-Aryan Research / Grundriss der indo-arischen Philologie und Altertumskunde tätig.

## Publikationen (Auswahl)
- Prakrit dictionary, Paiyalacchinamamala („Beiträge zur Kunde der indogermanischen Sprachen“, Göttingen 1878)
- Erklärung der Ashokainschriften („Zeitschrift der deutschen morgenländischen gesellschaft“, 1883–1893)
- The roots of the Dhatupatha not found in literature („Wiener Zeitschrift für die Kunde des Morgenlandes“, 1894) („The Indian Antiquary“, No 23., 1894)
- On the origin of the Kharosthi alphabet (ibid. 1895)
- Digest of hindu law cases (1867–1869; 1883)
- Panchatantra with English notes („The Bombay Sanscrit Series“, 1868; 1891)
- Apastambiya Dharmasutra (1868–1871; 1892–1894)
- Catalogue of sanskrit manuscripts from Gujarat (4 vol., 1871–1873)
- Dachakumaracharita, with English notes („Sanscrit Series“ no. 10, 1873, 1887; II, with P. Peterson)
- Vikramankacharita with an introduction (1875)
- Detailed report of a tour in Kashmir (1877)
- Sacred laws of the Aryas (I, 1879; II, 1883; vols. 2 and 14, „The Sacred Books of the East“)
- Third book of sanscrit (1877; 1888)
- Leitfaden für den elementarcursus des sanskrit (1883)
- Inscriptions from the caves of the Bombay presidency („Archaeological Reports of Western India“, 1883)
- Paleographic remarks on the Horrinzi palmleaf manuscript („Anecdota Oxoniensia“, 1884)
- The laws of Manu translated („The Sacred Books of the East“, vol. 25, 1886)
- Translation of the Dhauli and Jaugada versions of the Ashoka edicts („Archeological Reports of Southern India“, vol. I, 1887)

In den Schriften der Wiener Akademie der Wissenschaften:
- Über eine Sammlung von Sanskrit- und Prakrit-Handschriften (1881)
- Über das Zeitalter des kashmirischen Dichters Somadeva (1885)
- Über eine Inschrift des Königs Dharasena von Valabhi (1886)
- Über eine neue Inschrift des Gurjara Königs Dadda II (1887)
- Über eine Sendrakainschrift
- Über die indische Sekte der Jainas
- Über das Navasahasankacharita des Padmagupta (1888, with Th. Zachariae)
- Über das Sukrtasamkirtana des Arisimha (1889)
- Die indischen Inschriften und das Alter der indischen Kunstpoesie (1890)
- Indian studies: I. The Jagaducarita of Sarvananda, a historical romance from Gujarat (1892); II. Contributions to the history of the Mahabharata (with J. Kirste); III. On the origin of the Brahmi alphabet (1895)